# Physocleora cretaria
Physocleora cretaria là một loài bướm đêm trong họ Geometridae.